# 生物考古学
生物考古学（bioarchaeology）一词是英国考古学家格雷厄姆·克拉克（Grahame Clark）在1972年所提出，其定义为对考古遗址中动物和人类骨骼的研究。1977年，美国考古学教授白简恩（Jane Buikstra）重新予以定义，美国的生物考古学现指对考古遗址中人类遗骸的科学研究，这一学科在其他国家则被称为骨质考古学、骨骼学或古骨学。与生物考古学相比，骨质考古学是一门专注于研究人体骨骼的科学，人类骨骼可用来告诉我们古人的健康、生活方式、饮食、死亡率和体质。此外，古骨学是对古代骨骼简单研究的方法。 
相比之下，生物考古学一词在欧洲则被用来描述对考古遗址中所有生物遗迹的研究。尽管克拉克只用它来描述人类和动物遗骸（动物学/古动物学），但越来越多的现代考古学家将植物遗骸也包括在内（植物学/古植物学）。
生物考古学很大程度上源于20世纪70年代在美国掀起的新考古学实践，以响应以文化史观来理解过去的主流学术思潮。新考古学支持者主张使用过程法来检验有关文化与生物互动或生物文化取向的假设。一些考古学家主张结合批判理论，采用与现代后裔人群更相关更全面的生物考古学方法。
如果可能，对考古遗址的人类遗骸分析将确定其性别、年龄和健康状况，这些都属于“生物考古学”的范畴。

## 古人口学
古人口统计学是尝试收集、识别过去人口特征信息并加以解释的专业领域。生物考古学家有时会使用古人口学并创建生命表，这是一种群组分析手段，以了解人口中特定年龄群的特征（如死亡风险或性别比）。年龄和性别是构建生命表的关键变量，尽管生物考古学家通常无法获得这些信息。因此，通常有必要根据骨骼的特定形态特征来估测每个个体的年龄和性别。

### 年龄估测
生物考古学和骨学中的年龄估测实际上是指死亡时骨骼或生物龄的近似值，年龄估测的主要假设是个体的骨龄与其实际年龄密切相关。年龄估测可根据骨骼的生长发育或退化状况而定。已使用各种骨骼系列开发了许多跟踪此类变化的方法。例如，儿童年龄通常通过评估牙齿发育、特定部位骨骼骨化和融合情况或长骨长度来估算。对儿童来说，不同牙齿从牙龈中长出的时间最为人所知，能给出儿童生长的确切年龄，但一旦牙齿发育完全，就很难再用它们来判断年龄。在成年人中，则常用耻骨联合、髂骨耳状面、第四肋骨胸骨端和牙齿磨损退化等来估计骨龄。
在使用骨骼确定年龄时，可能会遇到一些问题。因为直到30岁左右，人体骨骼还在生长，不同的骨骼在不同生长点融合。有些骨骼可能没有遵循正确的生长阶段，这可能会影响分析结果。此外，随着年龄的增长，人体骨骼会出现磨损，并且随骨龄的增长，对年龄的估计也会变得不那么精确。因而，骨骼被大致地分为“青年”（20-35岁）、“中年”（35-50岁）或“老年”（50岁以上）。

### 性别测定
生物考古学家通过男女骨骼解剖学差异来确定人类骨骼的生物性别，尽管体型和性别特征可能会交叉，但人类是有性别差异的。并非所有的骨骼都可揭示性别，有些可能会被误认为男性或女性。对骨骼的性别鉴定基于这样一种观察：生物雌雄两性在头骨和骨盆上的差别最大；生物考古学家在鉴定性别时会特别注意这些身体部位，当然也可使用其他部位。女性骨盆一般比男性的更宽，两侧耻骨下支间的角度（耻骨角）更阔，更趋U形，而男性的耻骨下角则呈V形且小于90度。费尼斯（Phenice）详细描述了男女骨盆之间的许多视觉差异。
一般来说，男性骨骼比女性的更强壮，因为男性的肌肉质量更大。男性通常有更明显的眉弓、颈嵴和乳突。但应记住，骨骼的大小和健壮程度受营养和活动水平的影响。骨盆和颅骨特征被认为是更可靠的生理性别指标。对青春期未过的年轻人骨骼进行性别鉴定较之成年人更困难和更有问题，因为身体尚未完成充分的发育。
生物考古学的骨骼性别鉴定并未有防错机制。如曼恩（Mann）在审查奎（Qua）和巴达里（Badari）送来的埃及头骨性别时，发现有20.3%的人可能与考古文献中指出的性别不同。后来曼恩重评的工作表明，他不了解旧发掘墓葬的编号系统，给头骨分配错了墓葬编号。原先的骨骼性别鉴定实际上非常正确。因此，记录错误和对骨骸的重新整理可能会导致这种易发的错误。
通过与伦敦斯皮特尔菲尔兹基督教堂墓穴棺板上记载的性别名称比对，生物考古学对相关遗骸性别的直接测试，其成功率达到98%。
基于性别的差异本质上并非是一种社会不平等，但当一种性别成员获得基于性别的特权时，这种差异就变成了一种不平等，这源于具有文化和社会意义的观念差别。性别化的工作模式可能会在骨骼上留下痕迹，并在考古记录中被识别。莫勒森（Molleson）发现了这种性别工作模式的证据，他注意到阿布胡雷拉的女性骨骼中普遍存在严重的大脚趾关节炎、最后一块背椎骨塌陷以及肌肉发达的手臂和腿。他将这种基于性别的骨骼差异状况解释为性别化工作模式的体现。这些病变骨骼可能是女性长时间跪磨谷物，脚趾向前卷曲所造成。考古学家现已越来越关注墓葬中的遗骸性别调查。

## 非特定压力指标

### 牙齿非特定压力指标

#### 牙釉质发育不良
牙釉质发育不良是指当牙齿正常生长过程停止时，因珐琅质不足，导致在牙齿牙釉质表面形成的横沟和凹坑。牙釉质发育不良通常由疾病和/或营养不良引起。线状沟常被称为线状牙釉质发育不良（LEHs），其范围大小从显微镜到直接肉眼可见。通过检查牙釉面横纹凹槽（水平生长线）的间距，可估计压力源的持续时间，虽然梅斯（Mays）认为发育不良的宽度与压力因素持续时间只是间接关系。
牙釉质发育不良的研究被用于调查儿童健康状况。与骨骼不同，牙齿不会被重塑，因此只要牙釉质保留完整，它就可提供更可靠的健康状况指标。牙齿发育不良是儿童牙冠珐琅质形成期间健康状况的一个指标。并非所有的釉质层都可在牙齿表面看到，因为牙冠发育早期形成的牙釉层会被后来的釉质层包裹。牙齿这一部分的发育不良不会出现在牙齿表面。由于这种被包裹的珐琅质，牙齿记录了事件开始几个月后形成的压力源。这种埋在牙釉质中的釉质冠形成时间，从臼齿长出的50%到门牙的15-20%不等。牙齿表面发育不良记录的压力源一般发生在大约一到七岁，如包括第三臼齿在内，则最长可达13年。

### 骨骼非特定压力指标

#### 多孔性骨肥厚/眶筛
长期以来，人们一直认为缺铁性贫血对婴幼儿颅骨的扁骨生长有明显影响。当身体试图通过增加幼儿体内红血球细胞量来补偿低铁水平时，颅顶（称为多孔性骨肥厚）和/或眼眶（称为眶筛）就会出现筛网状病变，这些部位的骨头变得疏松脆软。
然而，缺铁性贫血不太可能是导致多孔性骨肥厚或眶筛的原因，更可能是这些部位血管活动的结果，而不太可能是病理性的。除饮食中缺铁外，眶筛和多孔性骨肥厚的发生也可能缘于其他原因，如肠道寄生虫导致的营养流失，但饮食不足是最可能的原因。
贫血发病率可能是社会内部不平等的结果，和/或表明社会不同群体间不同的工作模式和活动。一项关于早期蒙古游牧民族缺铁的研究表明，尽管眶筛的总体患病率从青铜时代和铁器时代的28.7%（女性人口的27.8%，男性人口的28.4%，青少年人口的75%）下降至匈奴时期（公元前2209年至公元前1907年）的15.5%，但患眶筛的女性比例基本保持不变，男性和儿童眶筛发病率则有所下降（女性人口的29.4%，男性人口的5.3%，青少年人口的25%） 。巴扎萨德（Bazarsad）提出了眶筛病分布的几种原因：成年人的眶筛发病率可能低于青少年，因为病变要么随着年龄的增长而愈合，要么导致死亡。女性眶筛发病率较高，可能表明健康状况较差，或患有眶筛病的年轻女性成年后存活率较高。

#### 哈里斯线
哈里斯线形成于成年之前，由于某种压力（疾病或营养不良），骨骼生长出现暂时停止或减缓 。在此期间内，骨骼钙化仍在继续，但不会生长，或以非常低的速率生长。一旦压力源被克服，骨骼将恢复生长，从而产生出一条可在X光照片中看到的钙密度增高线，但若未从压力源中恢复过来，则不会形成这种密度线。

### 头发
应激激素皮质醇会累积在头发中，这已经成功地用于检测木乃伊后期的压力波动水平。

## 机械压力和活动指标
通过研究活动和劳作强度对骨骼的影响，考古学家可考查出是谁在从事何种的劳动，以及社会中的活动是如何组织的。家庭内部的分工可根据性别和年龄进行划分，也可依据其他等级社会结构进行划分，人类遗骸可以让考古学家发现劳动分工的模式。 
活的骨骼受沃尔夫定律约束，该定律规定，骨骼受身体活动或不活动的影响和重塑。机械压力的增加往往会产生出更厚更强壮的骨骼。营养缺乏、疾病或严重不活动/停用/残疾引起的体内平衡失调可导致骨质流失。虽然双足运动和体重似乎决定了儿童骨骼的大小和形状，但青少年成长期的活动对成年后骨骼的大小和形状产生的影响似乎大于后期的锻炼。
肌肉附着位点（也称为着骨点）被认为受到同样方式的影响，导致产生曾被称为肌骨压力标记，但现在普遍称为肌腱附着点的变化。这些变化被广泛应用于对活动模式的研究，研究表明，与衰老相关的过程相比，职业压力的影响更大。研究还显示，骨骼结构的几何变化（如上所述）与肌腱附着点变化的根本原因不同，后者受职业影响较小。关节变化，包括骨关节炎也被用来推断职业，但总的来说，这些也是衰老作用的表现。
职业压力的标志，包括骨骼和齿列的形态变化以及特定部位关节的变化，也被广泛用来推断特定（而非一般）的活动。此类标记通常基于19世纪后期临床文献中所描述的单个病例，其中已发现一种可靠的生活方式标志物：外耳道外生骨疣，也称为“冲浪者耳朵”，这是耳道中的一块小骨突起，常见于那些工作接触冷水的人身上。
将这些应用于考古的一则事例是对纽约非洲人墓地的发掘研究，发现了被奴役者在恶劣条件下劳动的证据：脊椎骨关节炎非常常见，甚至在年轻人中也是如此。关节炎的病状与较早的发病龄，提供了过劳导致颈部机械性劳损的证据。一具男性骨架显示，在33块肌肉或韧带附着体中37%出现了压力损伤，表明他承受了明显的肌肉骨骼重压。总体而言，尽管从事的工作和劳动因人而异，但被埋葬者普遍呈现出明显的肌肉骨骼压力和繁重的体力劳动，有些人表现出高水平的压力，而另一些人则没有，这是指被奴役个体被迫从事的各类劳动（例如家务劳动与搬运重物）。

### 受伤和工作量
在挖掘过程中或之后发生的骨折，骨头会显得相对新鲜，断裂的表面会呈现白色且未风化。但要辨别死亡前后的骨折和埋葬后的骨折却很困难，因为这两种类型的骨折都会显示出风化迹象。除非存在骨愈合或其他因素的证据，否则研究人员可能会选择将所有风化骨折都视为埋葬后的骨折。
死前骨折（或新鲜尸体上造成的骨折）的证据可通过骨头上未愈合的刀刃伤口来区分。活的或刚死亡的骨头有一定的弹性，所以金属刀刃对骨头的损伤会产生一个边缘相对干净的线性切口，而非不规则的破碎。考古学家曾尝试在显微镜下查看被切开骨头上的平行划痕来识别造成伤害的刀刃痕迹。

## 饮食和牙齿健康

### 龋齿
龋齿通常被称为蛀牙，这是由于口腔内细菌摄食碳水化合物并发酵产生出酸，造成牙釉质局部破坏所引起。与以觅食为主的生存形态相比，在以农业生计为主的社会中，人口龋齿发病率更高，因为以农业为基础的饮食，碳水化合物含量更高，生物考古学家就是利用骨骼中的龋齿将大米和农业饮食与该类疾病联系起来。与男性相比，女性可能更容易患上龋齿，因为女性的唾液流量低于男性、雌性激素也与龋齿率增加呈正相关。此外，女性孕期的生理变化，如免疫系统的抑制，可能也会随之降低口腔抗菌能力。

## 稳定同位素分析
通过对人骨胶原蛋白中碳和氮的稳定同位素分析，生物考古学家可进行膳食重建和营养推断。这些化学特征反映了长期的饮食模式，而非一顿饭或一餐盛宴。稳定同位素分析监测碳13与碳12的比率（C13/C12），它用δ表示法（δ13C）表示为每密耳（千分之一英寸）含量。碳同位素比例因不同植物采用不同光合作用途径而异。有三种光合作用途径分别是碳3固定、碳4固定和景天酸代谢。碳4植物主要是来自热带和亚热带地区的禾本科植物，较碳3植物能适应更高水平的日照。玉米、小米和甘蔗等都是一些著名的碳4驯化作物，而所有树木和灌木都使用碳3途径。碳3植物比碳4植物更常见，且数量也更多，这两种植物都出现在热带地区，但只有碳3植物能在寒冷地区自然生长。碳12和碳13出现的比例约为98.9比1.1。
与设置值为任意零的国际标准相比，碳13和碳12的比值要么被耗尽（更负），要么更富集（更正）。使用不同光合作用途径的碳3和碳4植物导致它们的碳13明显不同。碳4和碳3植物分别有着的明显不同的碳13范围，碳4植物的范围为每密耳-9到-16之间，而碳3植物的范围则在每密耳-22到-34之间。“每密耳碳13”的研究在北美已用于记录从碳3到碳4（北美本土植物到玉米）饮食的转变。在采用玉米农业后，碳13快速和明显的升高证明了到公元1300年美国东南部饮食结构的变化。
食物，特别是植物性食物中的同位素，可直接且可推断性地反映在骨骼化学中，使研究人员能够使用这种稳定同位素作为示踪剂，部分重建最近期的饮食。
氮同位素（氮14和氮15）被用来估算豆类与非豆类以及陆地与海洋资源在饮食中的占比
。
摄入的豆类或以豆类为食的动物越多，会使体内的氮15水平越低。人骨胶原蛋白中的氮同位素最终来源于膳食中的蛋白质，而膳食中的蛋白质、碳水化合物或脂肪则提供了碳。相较于其它植物，豆科植物的氮14/氮15比率较低，因为它们在生长中用于固定氮分子，而不依赖土壤中的硝酸盐和亚硝酸盐。豆科植物每密耳氮15值接近0%，而其他植物则在2%-6%之间。氮同位素比率可用来衡量动物蛋白质在饮食中的重要性。氮15会随每一营养级别的上升而增加约3-4%，氮15值随肉类消费量的增加而递升，随豆类消费量的增加而减少。氮14/15的比率可用于衡量肉类和豆类对饮食的贡献度。
考科斯（Cox）等人使用稳定同位素数据分析了南非开普敦科伯恩街墓地（1750年至1827年）出土的骨骼，以确定被埋者的来历背景及生活经历。根据墓地的非正式性质，埋于该墓地的人被认为属于奴隶和社会底层人员。生物力学应力分析和稳定同位素分析的结果，结合其他考古数据，似乎支持这一假设。
根据稳定同位素水平，八名科伯恩街墓地死者在童年时期食用了基于碳4（热带）植物的饮食，以后则食用了更多的碳3植物，这些植物在他们余生所生活的好望角更为常见。其中6人的牙齿进行过类似热带地区种族所做的修饰，这些地区已知曾是奴隶贩子的目标地，他们将奴隶从非洲这些地区掳掠到殖民地。基于这一证据，考克斯等人认为，这些人代表了来自非洲食用碳4植物地区的人，并被当作苦力带到了好望角。考克斯等并未指出这些人所属的种族，但需指出是，马库阿人、尧人和马拉夫人也有类似牙饰的风俗。另有四人按照穆斯林传统，下葬时没有任何陪葬品，面朝当地穆斯林视为神圣之处的信号山，遗骸同位素特征表明，他们成长在以食用碳3植物为主的温带环境中，但也有一些碳4植物。考克斯等认为，被埋个体的许多同位素特征表明这些人来自印度洋地区，还进一步指出这些人为穆斯林。考克斯等人认为通过对墓葬进行稳定同位素分析，结合历史和考古数据，可有效调查非洲奴隶贸易造成的人口全球性强迫迁移，以及旧殖民地出现的底层阶级和劳工阶层。
还可进行锶和氧稳定同位素分析，这些同位素的数量在不同地质位置有所不同。由于骨骼是一种动态组织，会随着时间的推移而重塑，并且骨骼的不同部分在人体生命过程中的特定时间长成，因此稳定同位素分析可用来调查过去人口的流动，并指出他们在一生中不同阶段所生活过的地方。

## DNA的考古用途
过去人口的古DNA（aDNA）分析被考古学用来从基因上测定个体性别和遗传关系、了解婚姻模式以及调查史前人口的迁移。
考古学家利用DNA寻找证据的事例是，2012年，考古学家发现了一具埋在英国一处停车场下的成年男性骨骸，通过使用DNA证据，考古学家得以确认该遗骸属于理查三世，一位战死在博斯沃思战役的英格兰国王。 
2021年，加拿大研究人员对在威廉王岛发现的骨骼残骸进行了DNA分析，鉴定它是英国皇家海军战舰“幽冥号”（Erebus）上的工程师约翰·格雷戈里（John Gregory）准尉—“命运多舛”的1845年富兰克林探险队成员之一，他是首位通过DNA分析确定身份的探险队员。

## 平等和非平等考古待遇
通过对人类遗骸的研究，可以认识到身体与社会文化环境和习俗之间的关系，这正是“生物文化考古”方式中最为强调的一点。通常情况下，生物考古学被视为一门以科学为基础的实证主义学科，而社会科学中的生命体理论在本质上则被视为建构主义。体质人类学和生物考古学因几乎不关心文化或历史而饱受批评。布莱基（Blakey）认为，对考古遗址中的人类遗骸进行科学或法医学研究，构成了一种对过去既非文化也非历史的看法，并提出生物文化版的生物考古学将能构建出一段更具意义和更细致入微的历史，与现代人群，尤其是后裔人群更相关。通过生物文化，布莱基所指的生物考古学并非简单的叙述，而是将描述身高、性别和年龄的标准法医技术与人口学和流行病学调查结合起来，以验证或评价过去人类社群所面临的社会经济状况，同时结合个人陪葬品的分析，可进一步了解日常生活中所经历的活动。
目前，一些生物考古学家开始将这门学科视为科学与人文学科间的关键接口。因为人体是非静态的，并且不断地被生物和文化因素创造和再造。
布克斯特拉（Buikstra）认为她的工作与布莱基生物文化版的生物考古学一致，因为她强调以批判理论和政治经济学为出发点。她承认，像克拉克·斯宾塞·拉森（Clark Spencer Larsen）这样的学者是富有成效的，但她指出，他是一种不同类型的生物考古学，专注于生活质量、生活方式、行为、生物相关性和人口史，而没有将骨骸与其考古背景紧密联系起来，最好应被视为“过去的骨骼生物学”。
不平等存在于所有人类社会中，即便是所谓的“平等”社会。值得注意的是，生物考古学帮助消除了过去认为觅食者生命是“肮脏、野蛮和短寿”的观念。生物考古学研究表明，过去的觅食者通常非常健康，而农业社会往往会增加营养不良和疾病发病率。然而，根据对奥克赫斯特（Oakhurst）的觅食者与K2和马篷古布韦（mapungubwe）的农户比较，斯泰恩（Steyn） 认为，K2和马蓬古布韦的农户并没有受到这种生活方式所预期较低营养水平的影响。
丹福思（Danforth）认为，更“复杂”的国家级社会在贵族阶层和社会其他阶层之间表现出更大的健康差异，贵族层拥有优势，而且随着社会发展变得更不平等，这种差异也会扩大。但社会地位的某些差异并不一定意味着营养水平的根本不同。鲍威尔（Powell）并未发现贵族与普通人之间存在巨大营养差异的证据，但他确实发现芒德维尔贵族中的贫血率较低。
关注对不平等了解的生物考古学家越来越感兴趣的一个领域是对暴力的研究。分析人类遗骸创伤的研究人员表明，一个人的社会地位和性别可能会对所遭受到的暴力产生重大影响。有许多研究暴力的研究人员，探索过去人类社会中各种不同类型的暴力行为，包括家暴、虐童、机构虐待、酷刑、战争、人祭 和制度暴力。

## 考古伦理
生物考古学的伦理问题主要围绕如何对待和尊重死者。大规模骨骼收藏在美国最早开始于19世纪，主要收集来自美洲原住民的遗骸，并在未经后裔家属允许的情况下进行研究和展示。最近，联邦法律如《美国原住民坟墓保护及归还法案》允许印第安人重新获得其祖先遗骸和相关文物的控制权，以重申他们的文化身份。
《美国原住民坟墓保护及归还法案》于1990年通过，当时，许多考古学家低估了公众对他们的看法，他们被看作是一群非劳动者和盗墓贼。对偶尔虐待美洲原住民遗骸事件的担忧并非毫无根据：1971年，在明尼苏达州的一次发掘中，白人和美洲原住民遗骸受到了不同的对待，白人遗骸被重新埋葬，而美洲原住民的遗骸则被装入纸板箱，并摆放在自然历史博物馆中。布莱基将非裔美国人生物考古学的发展与《美国原住民坟墓保护及归还法案》联系起来，它的影响是切断了体质人类学家对美洲原住民遗骸的研究。
欧洲的生物考古学不像美国生物考古学那样受这些遣返问题的影响，但不管怎样，与人类遗骸研究有关的伦理必须，也应该予以考虑。然而，由于欧洲考古学的大部分研究都聚焦在古典起源上，过分强调对文物和艺术的研究，直到20世纪80年代，罗马和后罗马时期的骨骸都几乎被完全忽视。但欧洲史前考古学则是另一回事，因为生物遗骸的分析比古典考古学更早。

## 另请查看
- 古DNA
- 生物文化人类学
- 牙齿测量学
- 骨质考古学
- 古病理学
- 动物考古学

## 延伸阅读
- J. Buikstra, 1977年. 《考古研究的生物文化维度：区域视角》。 《史前美国的生物文化适应》第67-84页. 乔治亚大学出版社。
- J. Buikstra and L. Beck, eds., 2006年. 《生物考古学：人类遗骸的背景研究》，爱思唯尔。
- M. Katzenberg and S. Saunders, eds., 2000年. 《人体骨骼的生物人类学》，威利。
- 克里斯蒂娜·基尔格罗夫，2014年。生物考古学 （页面存档备份，存于）：牛津在线注释书目。牛津大学。
- C.S. Larsen, 1997年. 《生物考古学：人类骨骼行为的解释》，剑桥大学出版社。
- Law, Matt. . 网上考古学. 2019年, (53). doi:10.11141/ia.53.6 .
- S. Mays, 1998. 《人类骨骼考古学》，劳特利奇。
- Samuel J. Redman, 2016年.《骨室：从科学种族主义到博物馆中的人类史前史》，哈佛大学出版社。
- M. Parker Pearson, 2001年. 《死亡和埋葬考古学》，德克萨斯农工大学出版社。
- D. Ubelaker, 1989年.《人类骨骸：挖掘、分析和解释》，Taraxacum。
- T. White, 1991. 《人体骨骼学》，学术出版社。